# Panicum trichoides
Panicum trichoides är en gräsart som beskrevs av Olof Swartz. Panicum trichoides ingår i släktet vipphirser, och familjen gräs. Inga underarter finns listade i Catalogue of Life.